# Madeleine K. Albright
Madeleine Korbel Albright (15 tháng 5 năm 1937 – 23 tháng 3 năm 2022) là người phụ nữ đầu tiên trở thành Ngoại trưởng Hoa Kỳ thứ 64. Bà đã được Tổng thống Bill Clinton đề cử vào chức vụ này vào ngày 5 tháng 12 năm 1996 và đã nhậm chức ngày 23 tháng 1 năm 1997 sau khi được Thượng viện Hoa Kỳ phê chuẩn với tỷ lệ phiếu tuyệt đối 99-0. Albright từng là chủ tịch của Albright Stonebridge Group và là Giáo sư về Thực hành Ngoại giao tại Trường Dịch vụ Đối ngoại Đại học Georgetown. Vào tháng 5 năm 2012, bà được Tổng thống Hoa Kỳ Barack Obama trao tặng Huân chương Tự do.

## Thông tin cá nhân
Madeleine Albright có tên lúc sanh là Marie Jana Korbelová /ˈmarɪjɛ ˈjana ˈkorbɛlova:/ tại Praha, Tiệp Khắc (ngày nay là Cộng hòa Séc) và được cha mẹ cho theo Công giáo La Mã, mà cha mẹ bà lại chuyển từ đạo Do Thái để tránh bị ngược đãi. Bà có một anh (em) trai tên John, người sau này làm một nhà kinh tế. "Madeleine" là một lối dịch tiếng Pháp của "Madlenka", một nickname mà bà của bà đặt cho. Albright xài tên mới khi bà theo học một trường phổ thông nội trú Thụy Sĩ. Albright là con gái của một nhà ngoại giao — cha của bà, Josef Korbel, đã làm trong ngành ngoại giao Séc. Em (anh) trai bà nói: "Madeleine đã có mối liên hệ đặc biệt với ba chúng tôi, một phần là do cô đã theo sát từng bước chân của ông". Sau này, bà đã gia nhập Thánh Hội Hoa Kỳ.
Từ năm 1936 đến năm 1939, gia đình Korbel sống ở Belgrade, và năm 1939 gia đình họ đã chuyển đến London. Nhiều người bà con Do Thái của bà ở Tiệp Khắc đã bị giết trong đợt thảm sát Holocaust, bao gồm 3 người ông bà của bà.
Bà và cha mẹ lại bỏ chạy một lần nữa khi những người Cộng sản nắm quyền tại Tiệp Khắc, họ chạy qua Hoa Kỳ năm 1948. Khi đã định cư tại đó, Josef đã trở thành hiệu trưởng sáng lập của Trường nghiên cứu quốc tế (Graduate School of International Studies) tại Đại học Denver. Korbel sau đó đã làm thầy dạy của người sau này là bộ trưởng ngoại giao Mỹ Condoleezza Rice. Trong Madam Secretary, Albright đã viết mẹ bà đã cho bà biết việc Rice được cha bà coi là sinh viên được ông quý mến. Tại đám tang của Josef, Rice đã tặng gia đình một chậu hoa có hình giống như một chiếc piano để tưởng nhớ đến Korbel.
Albright đã học phổ thông tại Thụy Sĩ và ở Denver, bà học tại Trường Kent Denver, và sau đó bà theo học khoa học chính trị với học bổng tại Đại học Wellesley ở Massachusetts. Bà trở thành công dân Mỹ năm 1957. Sau khi Wellesley tốt nghiêp tháng 5 năm 1959, bà đã kết hôn cùng phóng viên báo Chicago Joseph Medill Patterson Albright, người mà bà gặp trong khi đang làm một a summer job với Denver Post.
Họ có với nhau ba con gái, chị em sinh đôi Anne và Alice, và Katie. Khi cặp sinh đôi này bị đẻ non 6 tuần, Albright đã theo học một khóa tiếng Nga làm tiêu khiển. Cuối thời gian nằm viện này, bà đã thông thạo tiếng Nga. Trong thời gian nuôi con nhỏ này, bà đã bảo vệ thành công tiến sĩ Luật công và Chính quyền tại Đại học Columbia. Bà ly hôn năm 1982.
Albright là một người biết nhiều thứ tiếng, thông thao tiếng Anh, tiếng Pháp, và tiếng Séc cùng với tiếng Nga, và nói và đọc tốt tiếng Đức, tiếng Ba Lan và tiếng Serbi-Croatia. Bà là Bộ trưởng Ngoại giao dưới thời Bill Clinton.